# Menznau
Menznau est une commune suisse du canton de Lucerne, située dans l'arrondissement électoral de Willisau.

Vue aérienne de 300 m par Walter Mittelholzer (1922)